# 朱恩峰

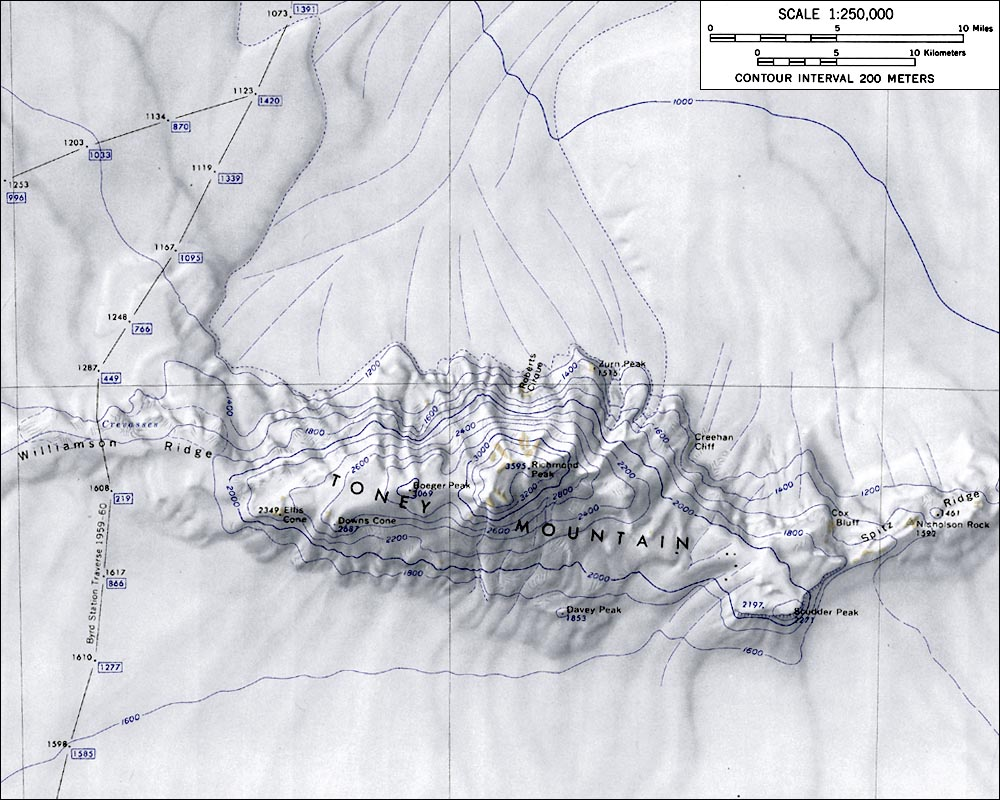

朱恩峰（英語：Zurn Peak）是南極洲的山峰，位於瑪麗伯德地，處於里奇滿峰東北面6公里的托尼山北側，海拔高度1,515米，美國地質調查局根據測量和美國海軍拍攝的空中照片繪入地圖，現時由南極條約體系管理。